# کنان آراییجی
کنان آراییجی (انگلیسی: Kenan Arayıcı؛ زادهٔ ۵ ژانویهٔ ۱۹۷۲) بازیکن فوتبال اهل کشور ترکیه است.